# Griffner Berg
Der Griffner Berg (slowenisch Grebinjska gora) ist ein Pass in Kärnten mit einer Höhe von 708 m ü. A. zwischen Griffen im Bezirk Völkermarkt und Sankt Andrä im Bezirk Wolfsberg. Er liegt am Fuß der Saualpe. Über ihn führt die Packer Straße B70. Die Bezirksgrenze verläuft in der Nähe der Passhöhe.
Die Passstraße war eine der wichtigsten Verbindungen zwischen Graz und Klagenfurt vor dem Bau der Süd Autobahn. Sie ist teilweise zweispurig pro Richtungsfahrbahn ausgebaut.